# Natalee Holloway

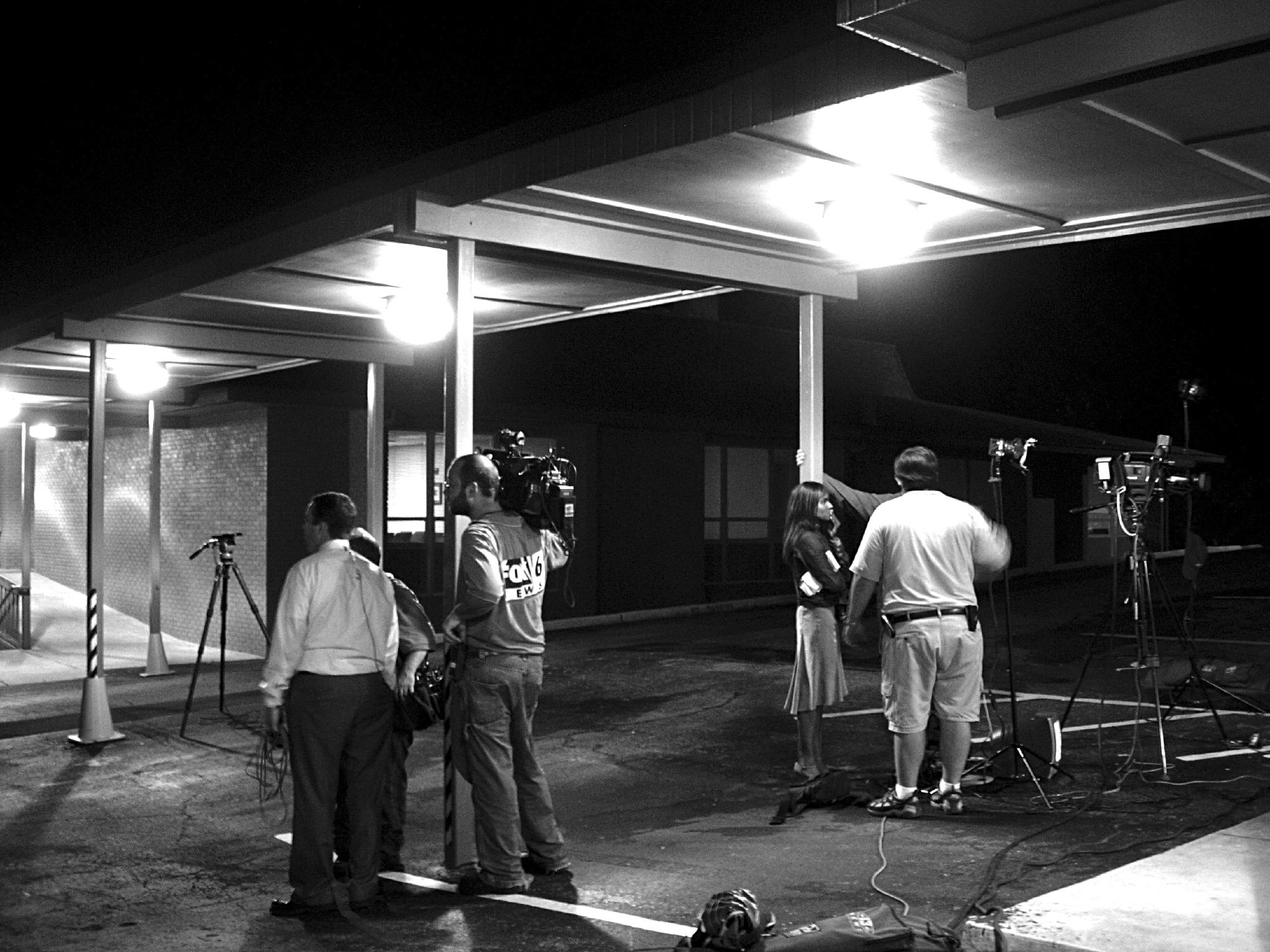
Nyhetsteam följer utredningen av Holloways försvinnande den 10 juni 2005.

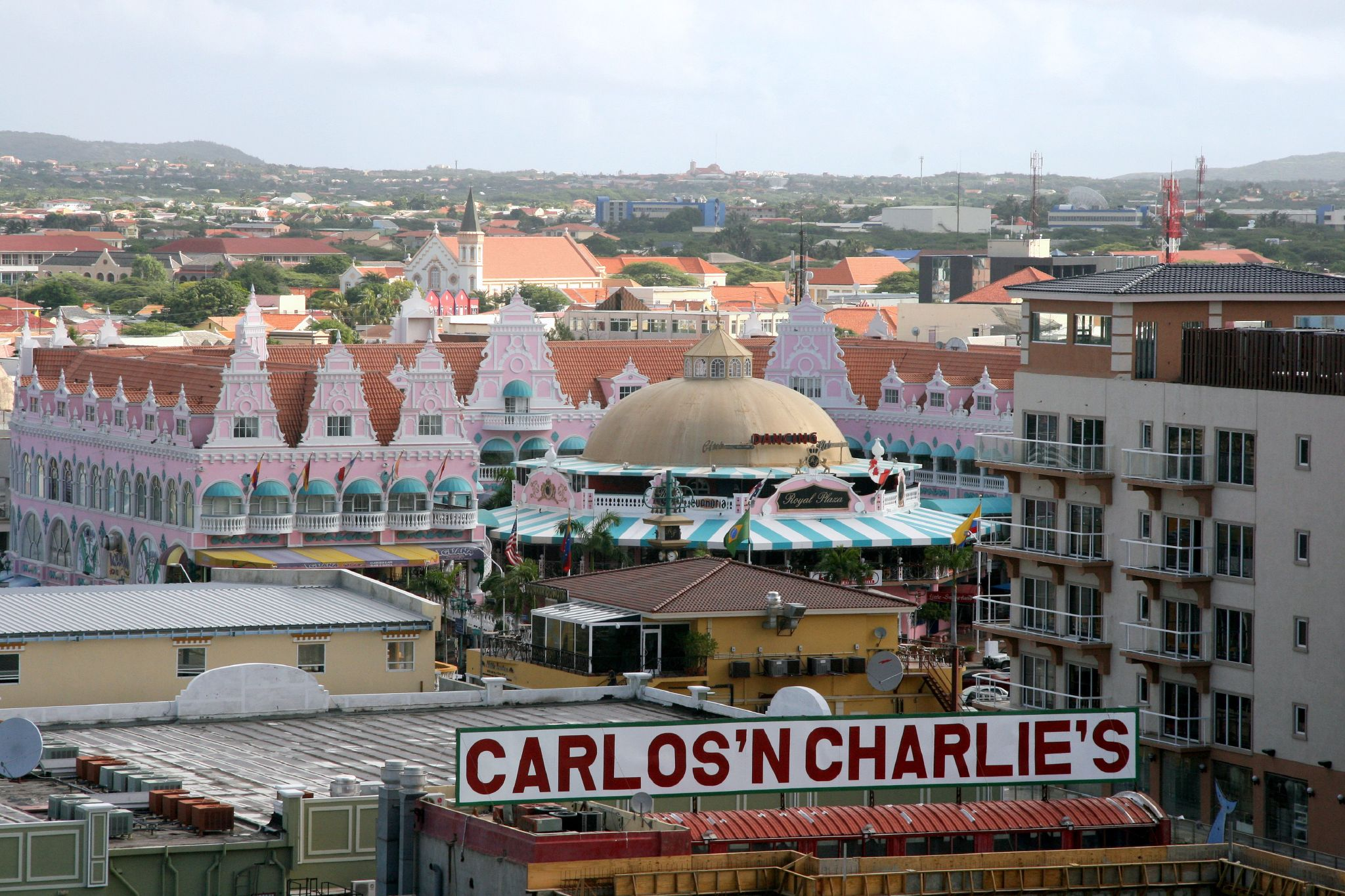
Carlos'n Charlie's i Oranjestad där Holloway sågs för sista gången.

Natalee Ann Holloway, född 21 oktober 1986 i Clinton, Mississippi, var en amerikansk kvinna som försvann den 30 maj 2005 under en examensresa med sin klass till ön Aruba i Västindien. Hennes försvinnande blev mycket uppmärksammat i amerikansk media.

## Försvinnandet
Holloway, som var 18 år gammal vid försvinnandet, bodde och gick på high school i Mountain Brook, Alabama. Hon hade avlagt sin examen den 24 maj och några dagar senare reste klassen till Aruba. Holloway hade returbiljett den 30 maj men kom aldrig till flygplatsen. Hon sågs senast i livet i en bil tillsammans med nederländaren Joran van der Sloot och bröderna Deepak och Satish Kalpoe utanför nattklubben Carlos'n Charlie's i öns huvudort Oranjestad. van der Sloot greps misstänkt för inblandning i hennes försvinnande. Även bröderna Kalpoe blev arresterade. På grund av brist på bevis åtalades dock aldrig någon av dem för Holloways försvinnande.

## Vidare utredning och polisarbete
Utredare och hundratals frivilliga genomförde sökningar efter Holloway. Även agenter från FBI, 50 nederländska soldater och tre specialutrustade F16-plan från Nederländernas flygvapen deltog i sökandet. Dykare sökte efter Holloways kropp i vattnen vid Oranjestad, dock utan framgång. Den 18 december 2007 meddelade Arubas myndigheter att fallet skulle läggas ner utan åtal mot de misstänkta. Arubas åklagarmyndighet öppnade fallet igen den 1 februari 2008 efter att ha mottagit en video där Joran van der Sloot, hög på marijuana, säger att Holloway dog på morgonen den 30 maj 2005 och att han sedan gjorde sig av med kroppen. Videon var resultatet av ett arbete från den nederländske journalisten Peter R. de Vries där han använt dolda kameror. Van der Sloot sade senare i förhör att han inte hade talat sanning i videon. Videomaterialet användes också av Peter R. de Vries i en dramadokumentär för tv som belönades med en internationell Emmy år 2008.

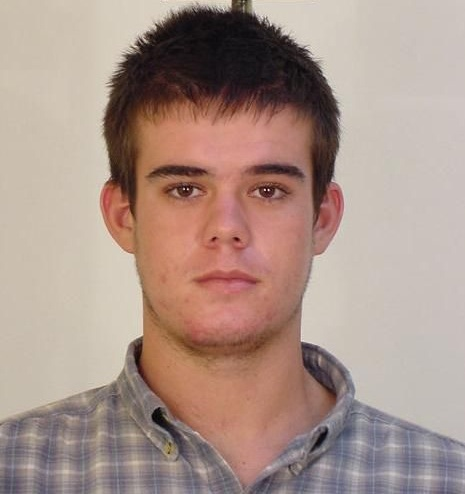
Polisfoto av den misstänkte mördaren Joran van der Sloot.

Holloways föräldrar kritiserade Arubas polis för att den i deras tycke inte genomfört en tillräckligt omfattande utredning och frågat ut de tre misstänkta ordentligt. Familjen drev också en kampanj för att bojkotta Aruba som semesterresmål för amerikaner. Alabamas guvernör Bob Riley stödde förslaget, men det genomfördes aldrig då det inte fick stöd av allmänheten. Den 12 januari 2012 förklarades Holloway död, enligt lagen, av en domare i Alabama.

## Den misstänkte mördaren döms för annat mord
Den 30 maj 2010, exakt fem år efter Holloways försvinnande, anmäldes den 21-åriga studenten Stephany Tatiana Flores Ramírez (född den 11 november 1989) försvunnen i Lima, Peru. Hon påträffades tre dagar senare död på ett hotellrum, som hade hyrts i Van der Sloots namn. Han greps den 3 juni i Chile och utlämnades till Peru senare samma dag. Den 7 juni uppgav peruanska myndigheter att han hade erkänt att han mördat Flores Ramírez. Polischefen Cesar Guardia sade att Van der Sloot hade erkänt för utredarna att han visste var Natalee Holloways kropp var och erbjöd sig att hjälpa myndigheterna på Aruba. En tid senare sade Van der Sloot att han hade erkänt för att försöka köpslå med den peruanska polisen om sitt straff. Den 12 januari 2012 dömdes han till 28 års fängelse för mordet på Flores Ramírez. Han avtjänar sitt straff på fängelset Piedras Gordas i distriktet Ancón.